# Чемпіонат Богемії з футболу 1915
Чемпіонат чеської футбольної асоціації 1915 — третій розіграш футбольного чемпіонату у Богемії. Переможцем вдруге поспіль став клуб «Славія» (Прага). В окремих джерелах фігурує під назвою воєнний чемпіонат Праги.

## Група А
|   | команди                | І | В | Н | П | МЗ | МП | Р   | О  |
| - | ---------------------- | - | - | - | - | -- | -- | --- | -- |
| 1 | Славія (Прага)         | 7 | 7 | 0 | 0 | 36 | 3  | +33 | 14 |
| 2 | Спарта (Прага)         |   |   |   |   |    |    |     |    |
| 3 | Вікторія (Жижков)      |   |   |   |   |    |    |     |    |
| ? | Уніон (Жижков)         |   |   |   |   |    |    |     |    |
| ? | СК Лібен               |   |   |   |   |    |    |     |    |
| ? | Олімпія Прага VII      |   |   |   |   |    |    |     |    |
| ? | Метеор Прага VIII      |   |   |   |   |    |    |     |    |
| ? | ЧАФК Виногради (Прага) |   |   |   |   |    |    |     |    |

### Матчі
- «Славія» — «Олімпія Прага VII» — 2:0
- «Славія» — «Вікторія» — 7:1
- «Славія» — «Уніон» — 9:0
- «Славія» — «Лібень» — 2:0
- «Славія» — ЧАФК «Виногради» — 2:1
- «Славія» — «Метеор Прага VIII» — 9:0
- «Спарта» — «Вікторія» — 2:0

| 07.11.1915 |

| Славія (Прага) | 5 — 1 | Спарта (Прага) |
| -------------- | ----- | -------------- |
| Прошек Бєлка   |       | Ф. Кожелуг     |

| Прага Глядачів: 2000 Арбітр: Вавра |

«Славія»: Рудольф Главачек — Янко, Морвай — Валентин Лоос, Войтех Заїчек, Р. Вальдгегер — Гаєк, Йозеф Бєлка, Вацлав Шубрт, Вацлав Прошек, Гусак.
«Спарта»: Власта Буріан, Вайсснер, Фішер, Шашек, Антонін Фівебр, Ярослав Червений, Райзензан, Феллер, Франтішек Кожелуг, Ян Ванік, Комеда.

## Фінал
| Команда 1        |      | Команда 2        |
| ---------------- | ---- | ---------------- |
| «Славія» (Прага) | 14–0 | «Сміхов» (Прага) |

| 26.12.1915 |

| Славія (Прага)                     | 14 — 0 | «Сміхов» (Прага) |
| ---------------------------------- | ------ | ---------------- |
| Шубрт Бєлка Прошек Гаєк Гусак Лоос | звіт   |                  |

| Прага |

«Славія»: Рудольф Главачек — Янко, Морвай — Валентин Лоос, Войтех Заїчек, Виравський — Гаєк, Йозеф Бєлка, Вацлав Шубрт, Вацлав Прошек, Гусак.

## Склад чемпіона
Орієнтовний склад «Славії»:
| Воротар: Рудольф Главачек Захисники: Янко, Морвай (4) Півзахисники: Валентин Лоос, Р. Вальдгегер, Войтех Заїчек, Карел Коваржович (1), Виравський (3), Кладіл Нападники: Йозеф Бєлка (17 голів), Вацлав Шубрт (9 голів), Вацлав Прошек (6.7), Гусак (5.?), Гаєк, Вітаний (2) Тренер: Джон Вільям Мадден. |